# NGC 6480
NGC 6480 је група звезда у сазвежђу Шкорпија која се налази на NGC листи објеката дубоког неба.
Деклинација објекта је - 30° 27' 6" а ректасцензија 17h 54m 26,0s. Привидна величина (магнитуда) објекта NGC 6480 износи 13,7 а фотографска магнитуда 12,0. NGC 6480 је још познат и под ознакама ESO 456-?13.